# قائمة حلقات ون بيس
ون بيس هي سلسلة رسوم متحركة يابانية تعتمد على المانجا الناجحة التي تحمل الاسم نفسه.

## نظرة عامة على السلسلة
| الموسم | الموسم | اسم الموسم                                       | الحلقات | الحلقات | البث الأصلي    | البث الأصلي    |
| الموسم | الموسم | اسم الموسم                                       | الحلقات | الحلقات | البث الأول     | البث الأخير    |
| ------ | ------ | ------------------------------------------------ | ------- | ------- | -------------- | -------------- |
|        | 1      | الأزرق الشرقي                                    | 61      | 61      | 20 أكتوبر 1999 | 14 مارس 2001   |
|        | 2      | الدخول في الغراند لاين                           | 16      | 16      | 21 مارس 2001   | 19 أغسطس 2001  |
|        | 3      | دخول تشوبر في جزيرة الشتاء                       | 14      | 14      | 26 أغسطس 2001  | 9 ديسمبر 2001  |
|        | 4      | الوصول إلى ألاباستا، قتالٌ عنيفٌ في ألاباستا       | 39      | 39      | 16 ديسمبر 2001 | 27 أكتوبر 2002 |
|        | 5      | الأحلام! لعبة طلعة طاقم قراصنة زيني! بعد قوس قزح | 13      | 13      | 3 نوفمبر 2002  | 2 فبراير 2003  |
|        | 6      | جزيرة السماء: سكايبيا، الجرس الذهبي              | 52      | 52      | 9 فبراير 2003  | 13 يونيو 2004  |
|        | 7      | الهروب! القلعة البحرية وطاقم القراصنة فوكسي      | 33      | 33      | 20 يونيو 2004  | 27 مارس 2005   |
|        | 8      | ووتر سڤن                                         | 35      | 35      | 17 أبريل 2005  | 30 أبريل 2006  |
|        | 9      | إنيس لوبي                                        | 73      | 73      | 21 مايو 2006   | 23 ديسمبر 2007 |
|        | 10     | ثريلر بارك                                       | 45      | 45      | 6 يناير 2008   | 14 ديسمبر 2008 |
|        | 11     | أرخبيل شابوندي                                   | 26      | 26      | 21 ديسمبر 2008 | 28 يونيو 2009  |
|        | 12     | جزيرة النساء                                     | 14      | 14      | 5 يوليو 2009   | 11 أكتوبر 2009 |
|        | 13     | الإمبل داون                                      | 35      | 35      | 18 أكتوبر 2009 | 20 يونيو 2010  |
|        | 14     | المارينفورد                                      | 60      | 60      | 27 يوليو 2010  | 25 سبتمبر 2011 |
|        | 15     | جزيرة البرمائيين                                 | 62      | 62      | 2 أكتوبر 2011  | 23 ديسمبر 2012 |
|        | 16     | بانك هازارد                                      | 50      | 50      | 6 يناير 2013   | 12 يناير 2014  |
|        | 17     | دريسروزا                                         | 118     | 118     | 19 يناير 2014  | 19 يونيو 2016  |
|        | 18     | زوو                                              | 36      | 36      | 26 يونيو 2016  | 2 أبريل 2017   |
|        | 19     | جزيرة الكعكة الكاملة                             | 109     | 109     | 9 أبريل 2017   | 30 يونيو 2019  |
|        | 20     | بلاد وانو                                        | 197     | 197     | 7 يوليو 2019   | 17 ديسمبر 2023 |
|        | 21     | إيغ هيد                                          | سيُعلن   | سيُعلن   | 7 يناير 2024   | سيُعلن          |

## الحلقات

### المواسم 1-8
- قائمة حلقات ون بيس للمواسم 1 إلى 8
  - قائمة حلقات ون بيس للموسم 1
  - قائمة حلقات ون بيس للموسم 2
  - قائمة حلقات ون بيس للموسم 3
  - قائمة حلقات ون بيس للموسم 4
  - قائمة حلقات ون بيس للموسم 5
  - قائمة حلقات ون بيس للموسم 6
  - قائمة حلقات ون بيس للموسم 7
  - قائمة حلقات ون بيس للموسم 8

### المواسم 9-14
- قائمة حلقات ون بيس للمواسم 9 إلى 14
  - قائمة حلقات ون بيس للموسم 9
  - قائمة حلقات ون بيس للموسم 10
  - قائمة حلقات ون بيس للموسم 11
  - قائمة حلقات ون بيس للموسم 12
  - قائمة حلقات ون بيس للموسم 13
  - قائمة حلقات ون بيس للموسم 14

### المواسم من 15 إلى الوقت الحاضر
- قائمة حلقات ون بيس للموسم 15 حتى الآن
  - قائمة حلقات ون بيس للموسم 15
  - قائمة حلقات ون بيس للموسم 16
  - قائمة حلقات ون بيس للموسم 17
  - قائمة حلقات ون بيس للموسم 18
  - قائمة حلقات ون بيس للموسم 19
  - قائمة حلقات ون بيس للموسم 20
  - قائمة حلقات ون بيس للموسم 21

## روابط خارجية
- قائمة حلقات ون بيس  على قاعدة بيانات الأفلام على الإنترنت